# Crichton House

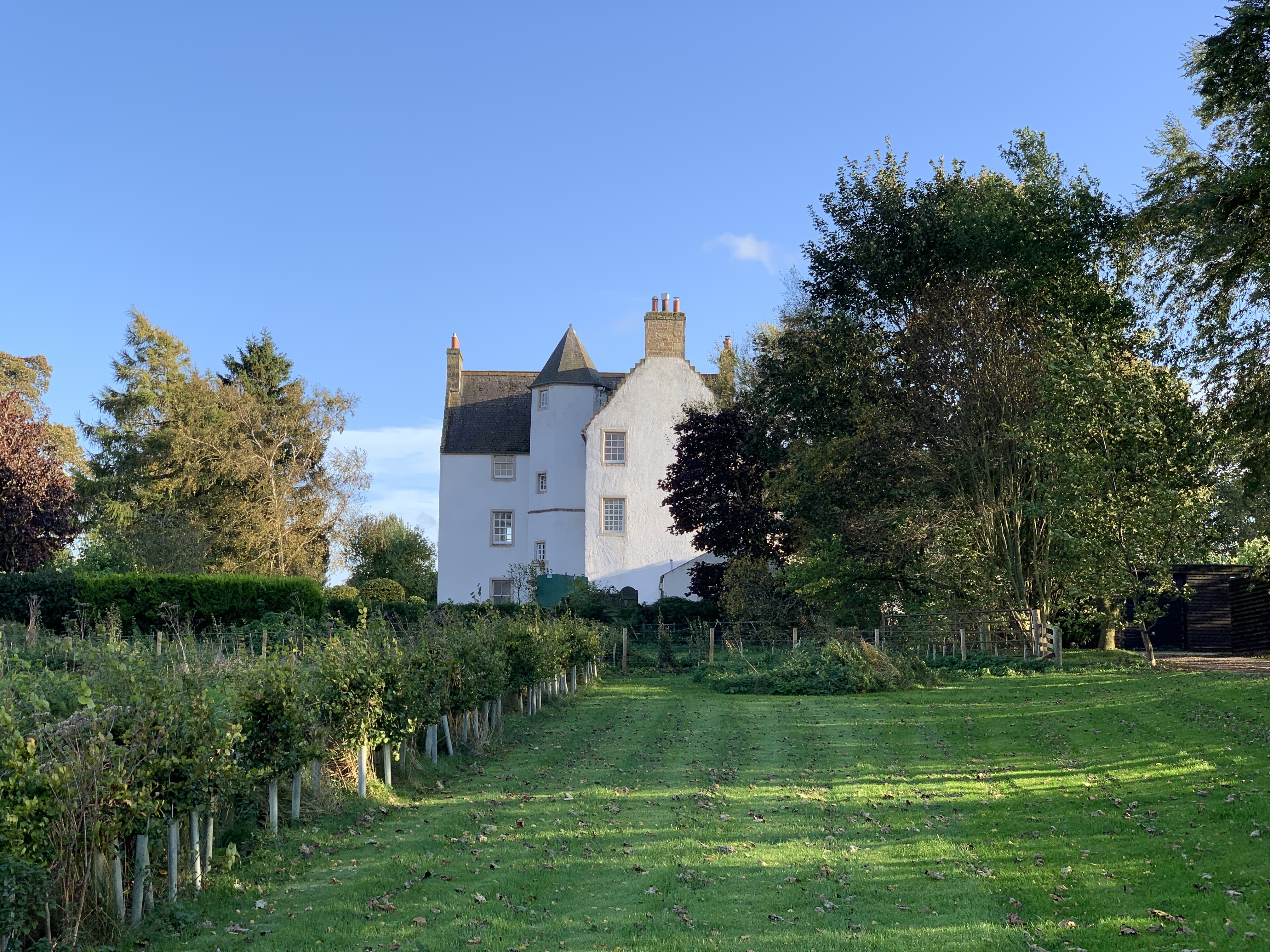
Crichton House

Crichton House ist ein Herrenhaus nahe der schottischen Stadt Crichton in der Council Area Midlothian. 1971 wurde das Bauwerk in die schottischen Denkmallisten in der höchsten Kategorie A aufgenommen.

## Geschichte
Crichton House entstand um das Jahr 1650. Es diente nach Aufgabe von Crichton Castle als Sitz der Lairds von Crichton. Im frühen 18. Jahrhundert wurden die Gärten des Anwesens angelegt. Für die Gestaltung im französischen Stil zeichnet der Landschaftsgärtner James Justice verantwortlich, der auch das Buch The Scots Gardiner verfasste. 1792 erwarben die aus Stirlingshire stammenden Callanders das Anwesen. Später zog die Familie jedoch in die zuvor erworbene Preston Hall. Crichton House wurde lange als Bauernhaus genutzt. Hierbei wurde das Gebäude den Bedürfnissen angepasst. Im 20. Jahrhundert erwarb ein Architekt das Herrenhaus. Er trennte den Innraum räumlich zu zwei Einheiten und nutzte Außengebäude zu Garagen um.

## Beschreibung
Das dreistöckige Herrenhaus liegt rund einen Kilometer nordöstlich des Weilers Crichton. Das Mauerwerk besteht aus Bruchstein, der mit Harl verputzt ist. Ursprünglich wies es einen L-förmigen Grundriss auf. Durch einen zweistöckigen Anbau an der Westseite aus dem 18. Jahrhundert wurde dieser zu einer T-Form erweitert. Der ursprüngliche Eingang befindet sich in einem oktogonalen, hervortretenden Turm im Gebäudewinkel. Er ist im Renaissancestil mit profilierter Einfassung gestaltet. Darüber ist eine schmucklose Platte eingelassen. Der dreistöckige Turm schließt mit einem oktogonalen, schiefergedeckten Zeltdach mit Wetterfahne. In die Fassaden sind Sprossenfenster eingelassen. Auf Grund der Nutzung als Bauernhaus wurden verschiedene Fensteröffnungen mit Mauerwerk verfüllt. Die Gebäuderückseite ist vier Achsen weit. Die Giebel des schiefergedeckten Satteldaches sind als Staffelgiebel gearbeitet. 
Ebenso wie die südostexponierte Rückseite ist auch die Frontseite des neueren Westflügels vier Achsen weit. Zwei Fenster flankieren die dortige Eingangstüre. Im Gebäudewinkel tritt ein kleiner runder Turm heraus. Auch das Satteldach dieses Gebäudeteils ist mit grauem Schiefer eingedeckt.